# Scaptomyza trochanterata
Scaptomyza trochanterata är en tvåvingeart som beskrevs av Collin 1953. Scaptomyza trochanterata ingår i släktet Scaptomyza och familjen daggflugor. Arten är reproducerande i Sverige. Inga underarter finns listade i Catalogue of Life.